# Carlo Buti (album)
Carlo Buti è una compilation di Carlo Buti, pubblicato dall'etichetta discografica Philips Records nel 1984.
L'album contiene brani di successo della tradizione canora italiana, fra le quali: Firenze sogna, Violino tzigano e Chitarra romana.

## Tracce
Lato A
1. Reginella campagnola  (Sebastiano Inturri) – 3:31
2. Madonna fiorentina (Cesare Bixio, Bixio Cherubini) – 3:33
3. Luna marinara (Enzo Bonagura, Mario Festa, Massimo Simonini) – 2:52
4. Finestra chiusa -  (Alfredo Bracchi, Giovanni D'Anzi) – 4:33
5. Chitarra romana - (Bruno Cherubini,  Eldo Di Lazzaro) – 2:07
6. La piccinina - (Eldo di Lazzaro - Mario Panzeri) – 3:40

Durata totale: 20:16
Lato B
1. Violino tzigano- (Cesare Bixio - Bixio Cherubini) – 2:40
2. Il primo amore - (Carlo Buti) – 3:38
3. Chitarrella – 3:17
4. Firenze sogna - (Cesare Cesarini) – 3:26
5. Piccola Butterfly - (Gino Redi - Umberto Bertini) – 3:28
6. Firenze – 3:01

Durata totale: 19:30